# 西公园长老会教堂
西公园长老会教堂（West-Park Presbyterian Church）是一座长老会教堂，位于纽约市曼哈顿上西城阿姆斯特丹大道与86街转角，罗曼复兴风格

## 历史

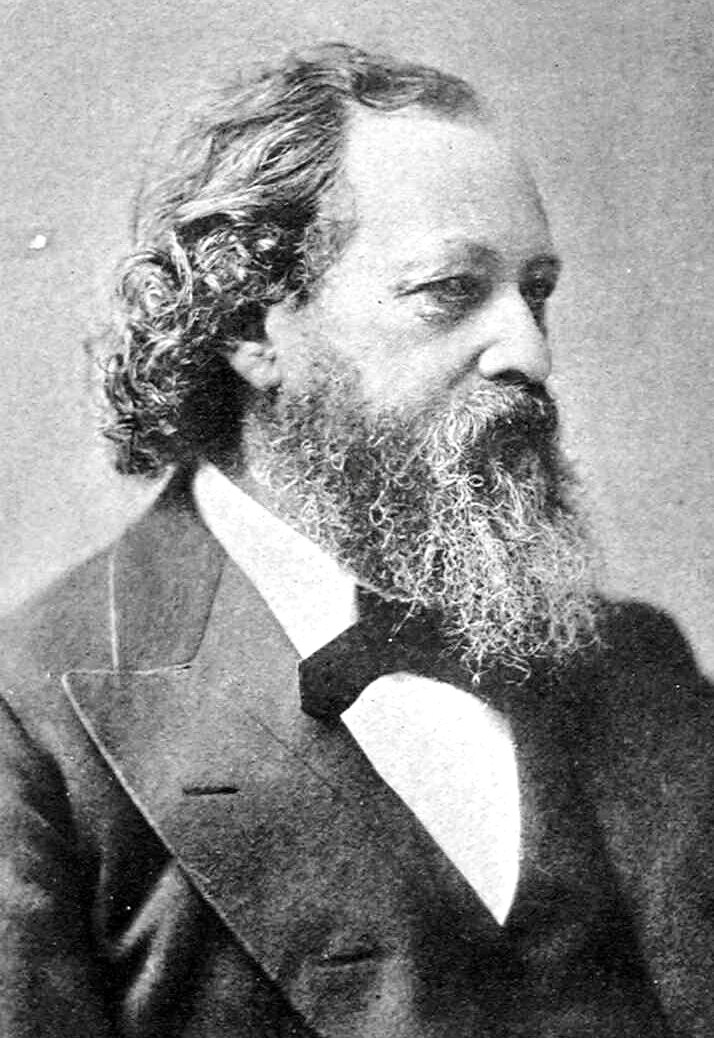
Leopold Eidlitz

该堂会创立于1852年，原名84街长老会，位于84街与西区大道转角，为出生于布拉格的著名建筑师Leopold Eidlitz。1887年更名公园长老会教堂。1911年，中城的西区长老会教堂（1823年创立）与公园长老会教堂合并，改为今日的名称。

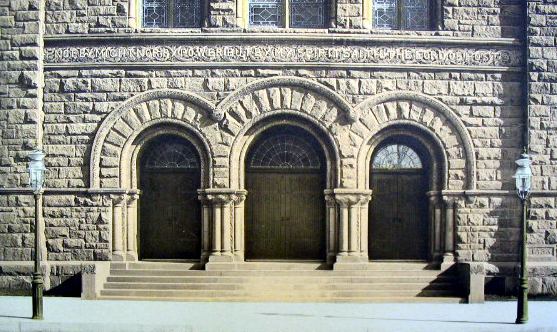
Amsterdam Avenue facade entrance, 1889

2010年1月12日，该堂被列为纽约市地标加以保护。